# Андерсон, Карл Эрнестович
Карл Эрнестович Андерсон (латыш. Kārlis Andersons; 19 февраля 1899, Вентспилс — 31 июля 1976, Рига) — советский офицер, активный участник Гражданской и Великой Отечественной войн. Дважды Краснознамёнец. Гвардии полковник.

## Биография
Родился в Вентспилсе в семье рабочего, с 12 летнего возраста был определён учеником наборщика в одну из типографий. К началу Первой мировой войны семья переехала в Ригу, затем эвакуировались в город Уфу.
С 1918 года служил в Красной Армии. Участник Гражданской войны на Восточном фронте. Находился в составе уфимской латышской группы, вошедшей в состав 28-й стрелковой дивизии, где был командиром взвода разведки. Обучался на командных курсах в Твери. Член ВКП(б) с 1919 года. Воевал на Северо-западном, Южном, Западном, Туркестанском фронте. Будучи командиром эскадрона 5-го кавалерийского полка награждён орденом Красное Знамя РСФСР (Прик. РВСР № 335: 1924 г.).
После Гражданской войны служил командиром эскадронов в разных полках, окончил курсы усовершенствования комсостава в 1924 году, был начальником полковой школы и начальником курсов усовершенствования комсостава. С 20 ноября 1932 года службу проходил в 6-й Узбекской горной кавалерийской дивизии (комдив И. В. И. В. Селиванов) — командиром 2-го Узбекского кавалерийского полка. Затем командовал 13-м кавалерийским полком в 17-й кавалерийской дивизии.
В 1937 году попал под репрессии и был арестован, два года провёл в тюрьме Самарканда.
Освобождён после начала Великой Отечественной войны в 1941 году, служил преподавателем тактики на курсах усовершенствования комсостава. В 1942 году был направлен в действующую армию — заместителем командира Кубанской казачьей дивизии, заместителем командира 5-й гвардейской кавалерийской дивизии. Участник Сталинградской битвы. После окончания академических курсов, с 1943 года — командир 67-й механизированной бригады 8-го механизированного корпуса. За отличия при форсировании Днепра был награждён третьим орденом Красного Знамени. За всю Великую Отечественную войну К. Э. Андерсон был ранен 9 раз.
В 1945 года, вскоре после войны, гвардии полковник К. Э. Андерсон вышел в запас и проживал вместе с женой Ксенией Филипповной (1901—1973) в Риге. Умер 31 июля 1976 года. Похоронен на Рижском Гарнизонном кладбище.

## Награды
- Два ордена Ленина (21.02.1945, …)

Рижское Гарнизонное кладбище. Могила гвардии полковника К. Э. Андерсона.

- Четыре ордена Красного Знамени (4.10.1924, 26.11.1930, 22.12.1943, 3.12.1944)
- Орден Отечественной войны 1-й степени (22.03.1943)
- Орден Трудового Красного Знамени Узбекской ССР
- Орден Красной Звезды
- Ряд медалей СССР[8][9]